# Indothele dumicola
Espèce
Synonymes
- Ischnothele dumicola Pocock, 1900

Indothele dumicola est une espèce d'araignées mygalomorphes de la famille des Ischnothelidae.

## Distribution
Cette espèce est endémique du Maharashtra en Inde. Elle se rencontre vers Pune.

## Description
Le mâle syntype mesure 6 mm et la femelle syntype 9 mm.
La carapace du mâle lectotype mesure 3,00 mm de long sur 2,58 mm.

## Systématique et taxinomie
Cette espèce a été décrite sous le protonyme Ischnothele dumicola par Pocock en 1900. Elle est placée dans le genre Indothele par Coyle en 1995.

## Publication originale
- Pocock, 1900 : Arachnida. The fauna of British India, including Ceylon and Burma. London, Taylor and Francis, p. 1-279 (texte intégral).